# Пратьянгира
Пратьянгира (санскр. प्रत्यङ्गिरा, IAST. Pratyaṅgirā), также называемая Атхарвана Бхадракали, Нарасимхи и Никумбхила (или Никумбала), является индуистской богиней, связанной с Шакти. Это сочетание льва и человека представляет собой баланс добра и зла. Пратьянгира — это Сиддхилакшми, форма Гухья Кали. Она — Пурна Чанди, огненная разрушительная сила Брахмана. В Ведах Пратьянгира — это Атхарвана-Бхадракали, богиня Атхарваведы и магических заклинаний. В вайшнавизме Нарасимхи — жена Нарасимхи.

## Легенды
Есть много индуистских текстов, в которых приводятся разные легенды о Нарасимхи.
Согласно многим Пуранам, в конце Сатья-юги из вселенной появилась сверкающая искра, которая превратилась в злого демона по имени Випулаасура. Випулаасура потревожил группу из восьми мудрецов, проводивших ритуалы Ашта Лакшми. Это разозлило Богиню, которая превратила священный цветок лотоса в кавачу — крупный щит. Также упоминается, что у преображенного лотоса было 562 лепестка. Щит обеспечил защиту восьми мудрецам, позволив им беспрепятственно выполнять священные ритуалы. После этого Деви приняла форму Нарасимхи и победила демона Випулаасуру.
Согласно «Маркандея-пуране» и «Шива-пуране», в начале Трета-юги Господь Нарасимха, четвертый среди десяти аватар Вишну, убил непокорного царя Хираньякашипу, разорвав его тело и выпив его кровь. Господь Нарасимха стал чрезвычайно разгневанным, жестоким и неудержимым из-за гнева, содержащегося в теле Хираньякашипу, передавшегося через его кровь. Чтобы успокоить его, Шива спустился как Шарабха, гибрид птицы, животного и человека. Ему удалось усмирить его, но, согласно второстепенным источникам, увидев это, Господь Нарасимха принял форму Гандаберунды, двуглавого орла, чтобы сражаться против Шарабхешвары. Эти два существа долго сражались, из-за чего Шарабхешвара освободил богиню Пратьангиру из одного из своих крыльев, а богиню Шулини — из другого. Последняя усмирила Гандаберунду, а Пратьангира — Нарасимху.
В другой версии упоминается, что в древние времена, когда два риши, Пратхьянгира и Ангира медитировали, они заново явили безымянную богиню через Мула-мантру. Позже она удостоила риши чести, назвав себя в их честь, и поэтому её называли Пратьянгира Деви. Нарасимхи — другое Ее имя. «Нара» означает человек, а «Симхи» означает львица. Ее назвали так, потому что она появляется с лицом льва и человеческим телом.
Слово «Прати» означает обратный, а «Ангирас» означает атакующий. Таким образом, деви Пратьянгира — это та, кто отменяет любые атаки черной магии. В храмах южной Индии её также восхваляют как Атхарвану Бхадракали, поскольку она считается богиней Атхарваведы, писания, которое содержит заклинания для колдовства и лечения.
Пратьянгира — одна из главных богинь-воинов армии Лалиты Трипурасундари, называемой также Шакти Сена. Ади Парашакти ранее, во время войны между ней и Бхандасурой, дала Пратьянгире два дара: защита, предлагаемая Пратьангирой, непробиваема, и ни одно божество не может её преодолеть. Также, когда Пратьянгира вызывается в наступательных целях, она дает непобедимость и верную победу своему преданному. Таким образом, Пратьянгира — очень популярное божество среди воинской касты кшатриев. Её часто описывают как высшую богиню, которой следует поклоняться за оборонительную и наступательную силу.

## Ассоциация
На некоторых изображениях она изображена смуглой, ужасной на вид, с львиным лицом с покрасневшими глазами, верхом на льве или в черных одеждах, на ней гирлянда из человеческих черепов; волосы её встают дыбом, а в четырех руках она держит трезубец, змею в виде петли, ручной барабан и череп. Она связана с Шарабхой, и у неё есть вариант формы Атхарвана-Бхадра-Кали. Она считается мощным отражателем влияний, порожденных колдовством, и, как говорят, обладает силой наказывать любого, кто совершает Адхарму. Говорят, что когда Нарасимхика трясет своей львиной гривой, положение звёзд приходит в беспорядок.

## В индуистском эпосе

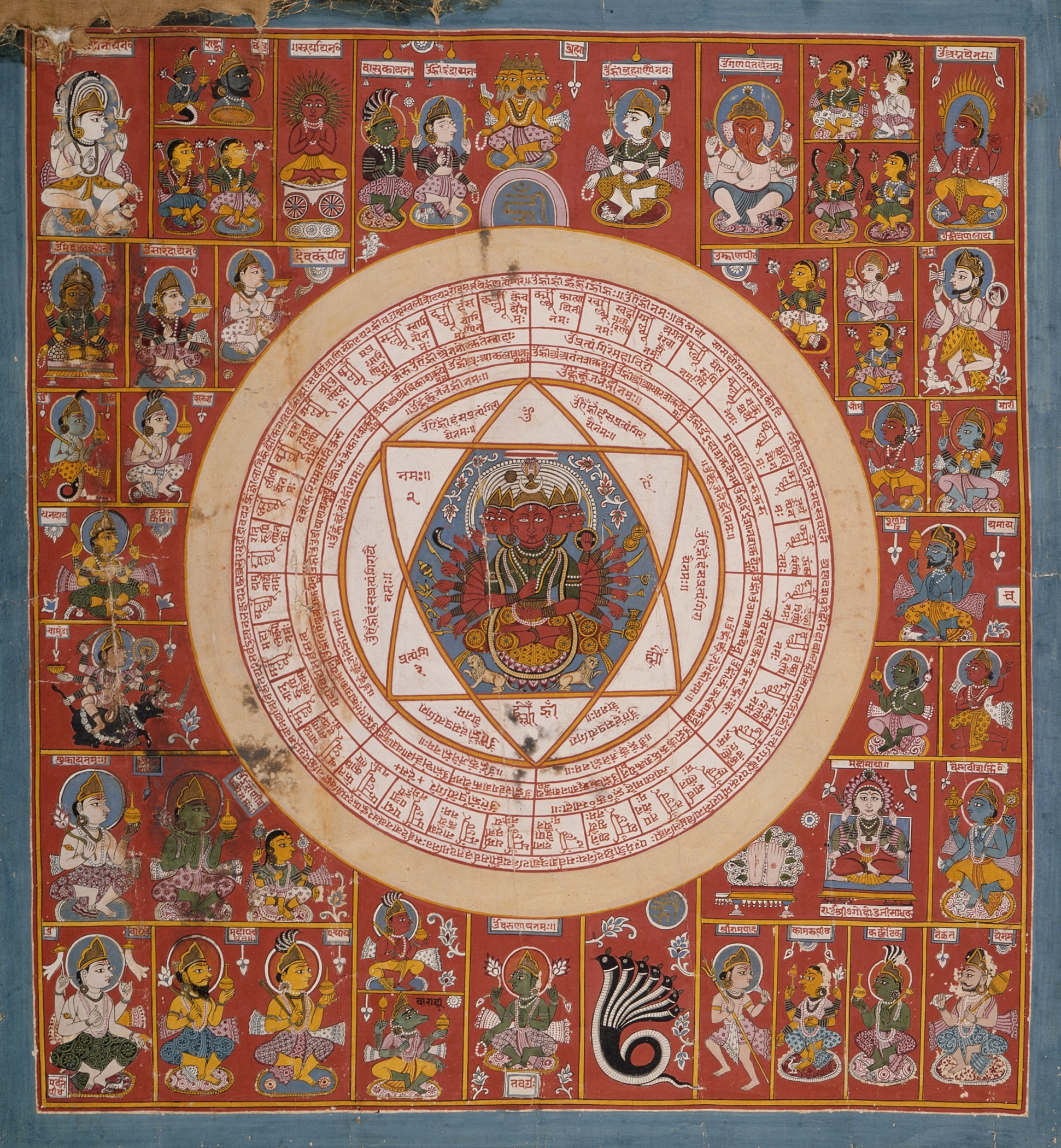
Янтра Пратьянгира.

Пратьянгира также упоминается в индуистском эпосе «Рамаяна». Индраджит совершал «Никумбала-яджну» (священный ритуал поклонения богине Никумбале, что является другим именем богини Пратьянгиры), в то время как Рама и его солдаты вели войну на Ланке. Хануман спустился, чтобы остановить этот ритуал, потому что знал, что если Индраджит завершит его, он станет непобедимым.

## Поклонение
Тантра классифицирует это божество как Шанта (спокойное), Угра (гневное), Прачанду (ужасающее), Гхора (устрашающее) и Тивра (свирепое). Пратьянгира считается teevra murti . Поклонение пратьянгире строго запрещено для людей, имеющих тезку Бхакти. Поклонение Пратьянгире совершается только под руководством гуру, сведущего в тантре.
Поклонения, посвященные Пратьянгире, совершаются во многих местах на благо людей и для устранения влияния злых сил. В некоторых храмах Пратьянгира Деви Хомам (Хаван) совершается в дни Амавасьи.

## Восемь видов тантрических действий
Как и все тантрические божества, к ней можно призывать восемь видов обычно совершаемых действий. Они привлекательны, растут, увеличиваются, привлекают, подчиняют, устраняют разногласия и убивают. Найдена подробная информация о том, какие материалы следует использовать для соответствующей цели, и о количестве повторений, которые необходимо выполнить. Далее говорится, что любое действие, совершаемое с призывом к этому божеству, особенно такое плохое, как убийство и подчинение, невозможно отменить, даже когда того пожелает совершивший.